# Бишей
Бишей - род в составе усерганских башкир.
Родо-племенные этнонимы бешей и кара-бешей встречаются также у кыргызов Тянь-Шаня.

## Родовой состав
(Родовые подразделения: байсура, бэдэн, ибрай, ибанай, ишбулды, юмакай, ягафар, казах, кыл-кара, найман, ногай, сарагул, тажик, турумтай, тэлькэ, туркмен, хасан, ыласын, эйтэмбэт).

## Этноним
Народная этимология связывает этноним 'бешей' с термином биш-өй в значении - 'пять домов'.

## Этническая история
В периоды, когда набеги, междоусобицы становились ожесточенными, особенно в эпоху становления ногайской феодальной государственности на рубеже XIV и XV вв., усерганы отходили, как за естественную линию обороны, на правый берег р. Урала и по течениям рек Сакмары, Зилаира, Касмарки, Б. Ика поднимались на север в горные долины Южного Урала. Часть усерган из рода бишей направилась еще дальше: по западным склонам Урала они достигли рек Юрюзани и Ая. Следы этой группы до сих пор сохранились в северо-восточном Башкортостане: в составе племени мурзалар есть дер.   Бишевлярово   (Бушей),  старожилы  которой  рассказывают о приходе предков с Сакмары. Два родовых подразделения в деревне называются бишей и буре; второй этноним также легко сближается с названием усерганского рода буре.